# Chizu, Tottori
Chizu (智頭町 Chizu-chō) là thị trấn thuộc huyện Yazu, tỉnh Tottori, Nhật Bản. Tính đến ngày 1 tháng 10 năm 2020, dân số ước tính thị trấn là 6.427 người và mật độ dân số là 29 người/km2. Tổng diện tích thị trấn là 224,70 km2.